# Fajã de Água
Fajã de Água ist ein Tal und Ort im Westen der Insel Brava, der westlichsten der Ilhas de Sotavento (dt. ‚Inseln unter dem Wind‘) auf Kap Verde. Im kapverdischen Kreol wird der Ort Fajan di Água genannt. Er hatte beim Zensus 2010 126 Einwohner.

## Name
Der Eigenname setzt sich zusammen aus pt. ‚fajã‘ und ‚de água‘ (des Wassers). Das nur im Portugiesischen vorkommende Wort ‚fajã‘ bezeichnet supratidale, also am Meer befindliche flache Schutthaufen mit Hummock-artiger Oberfläche, die von Erdrutschen oder Lavaströmen herrühren und die häufig an den felsigen Kliffküsten der vulkanischen Azoren und Kapverden anzutreffen sind.

## Geographie

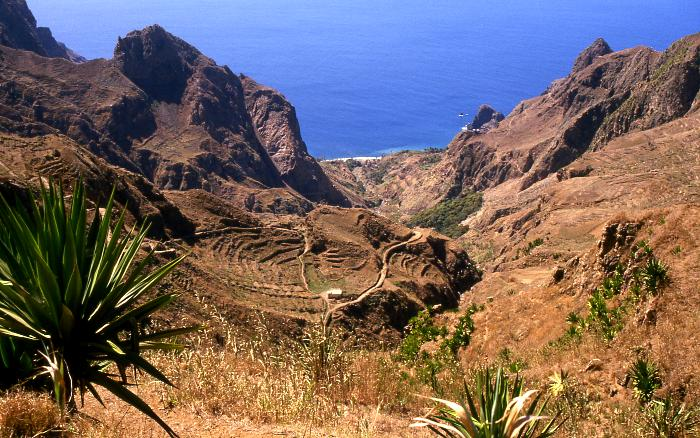
Blick ins Tal Fajã de Água

Das Dorf liegt in einem Tal, das auf über 400 Metern Höhe auf einen Plateau mit zahlreichen Bauernhöfen beginnt und das fruchtbarste auf Brava ist. Hier wachsen Kokospalmen, Zuckerrohr, Bananen, auf bewässerten Terrassen mit den typischen Steinmäuerchen wird Gemüse angebaut. Das Tal endet am Meer in einer geschützten Bucht, der Bucht von Fajã.

## Geschichte
Im 18. und 19. Jahrhundert war der Walfang eine der wichtigsten Einkommensquellen der Bewohner Bravas. In Fajã de Agua legten nicht selten Walfangschiffe aus Neuengland an, um Proviant zu holen und Mannschaften zu rekrutieren. Nicht wenige Einwohner des Dorfes wanderten bei dieser Gelegenheit aus. Fajã de Água war bis 1843 der Haupthafen der Insel, als der heutige Hafen von Furna gegründet wurde.

## Verkehr und Infrastruktur

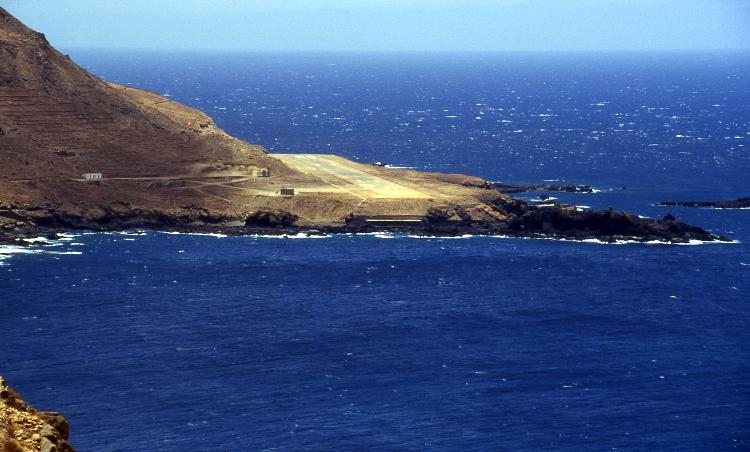
Stillgelegter Flugplatz

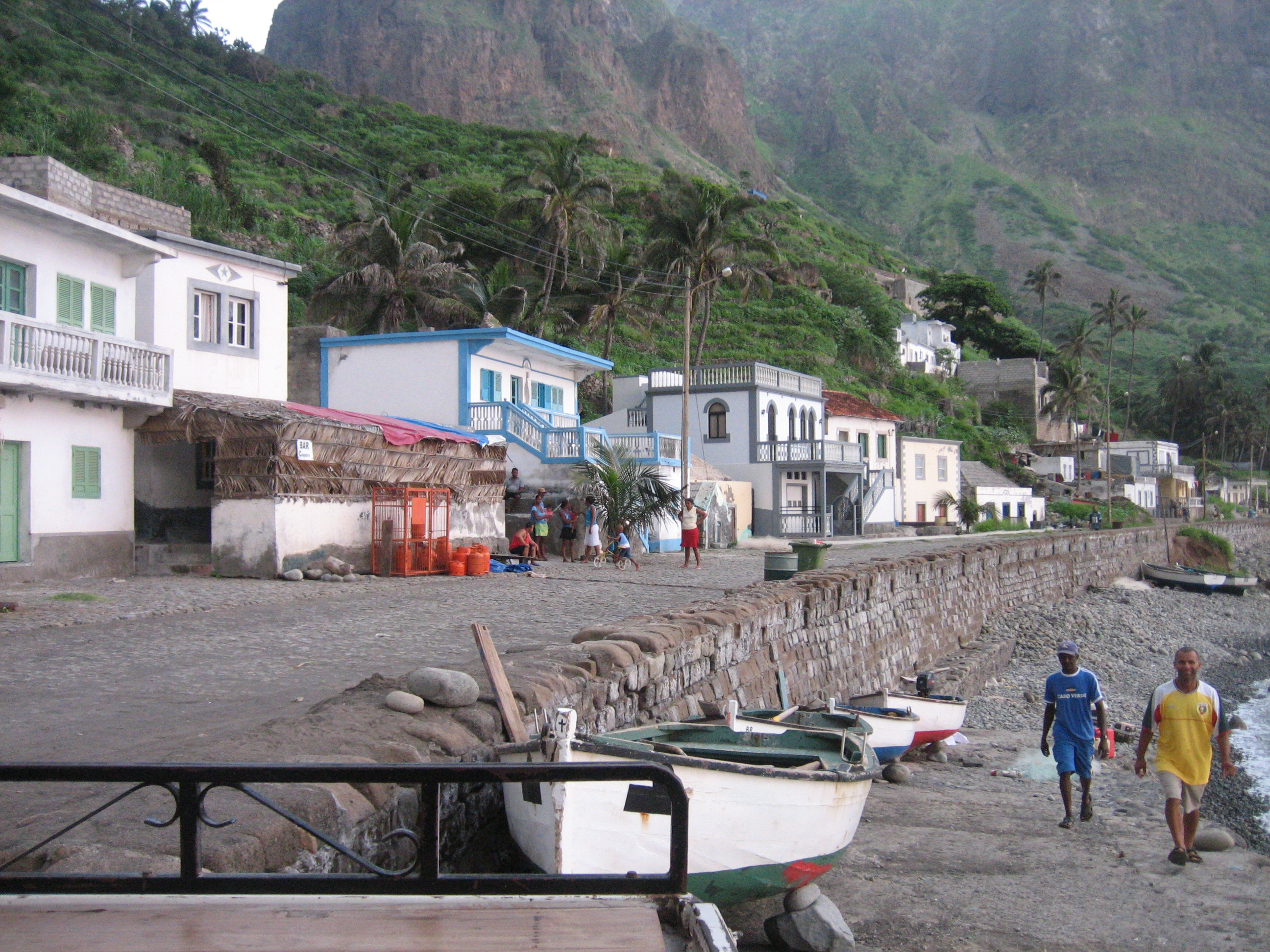
Hauptstraße

Ein kleiner Flugplatz mit asphaltierter Start- und Landebahn wurde ab 1989 angelegt und 1992 eröffnet. Vom Dorf aus legte man eine neue Straße an, die durch einen Felseinschnitt führt und am Flugplatz endet. Straße und Flugplatz wurden von der einheimischen, vorwiegend arbeitslosen Bevölkerung gebaut, finanziert von der Gesellschaft für Technische Zusammenarbeit im Food-for-Work-Programm. Flugverbindungen zur Nachbarinsel Fogo und zur Hauptinsel Santiago wurden eingerichtet. Nach kurzer Zeit musste der Flughafen jedoch wieder geschlossen werden, da wegen des häufigen starken Windes an den meisten Tagen keine Starts oder Landungen möglich waren.
Fajã de Água ist durch eine gute Straße über Cova Rodela mit der rund acht Kilometer entfernten Inselhauptstadt Vila Nova Sintra verbunden und mehrmals am Tag mit Aluguer-Bussen erreichbar, es gibt allerdings keine festen Fahrpläne. Diese für die Kapverden typischen Busse verkehren auf einer festgelegten Strecke, fahren aber erst dann ab, wenn sich genügend Fahrgäste eingefunden haben.
Ein Wanderweg führt vom Dorf bergauf zu dem etwa drei Kilometer entfernten Wallfahrtsort Nossa Senhora do Monte in der Mitte der Insel.
An der von Vila Nova Sintra herabkommenden und am Strand entlangführenden Straße befindet sich eine Häuserzeile mit Motel, Gaststätte, Kirche und Einkaufsmöglichkeiten. Am Südrand des Dorfes gibt es eine Schule.

## Bademöglichkeiten

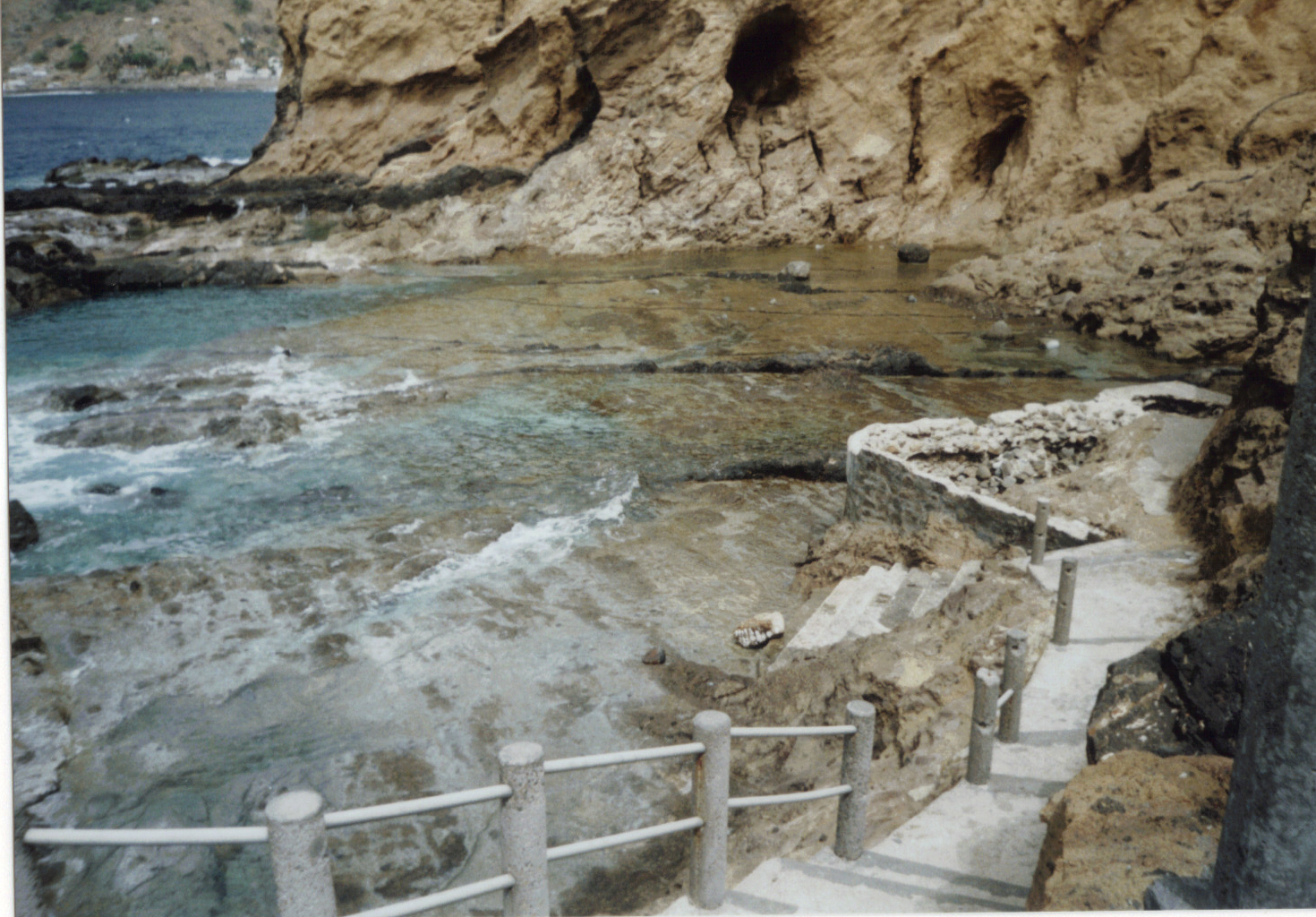
Badebecken

Um Brava herum ist die See rau, und die Küste ist fast überall felsig und steil. Etwa einen Kilometer vom Dorf entfernt führt von der Straße zum Flughafen eine Treppe zu einem natürlichen Schwimmbecken. Wenn der Wind nicht zu stark ist und die Wellen nicht zu hoch sind, kann man hier gut baden. Weiter südlich liegt der dunkle Sandstrand Porto do Portete, der nur zu Fuß zu erreichen ist.

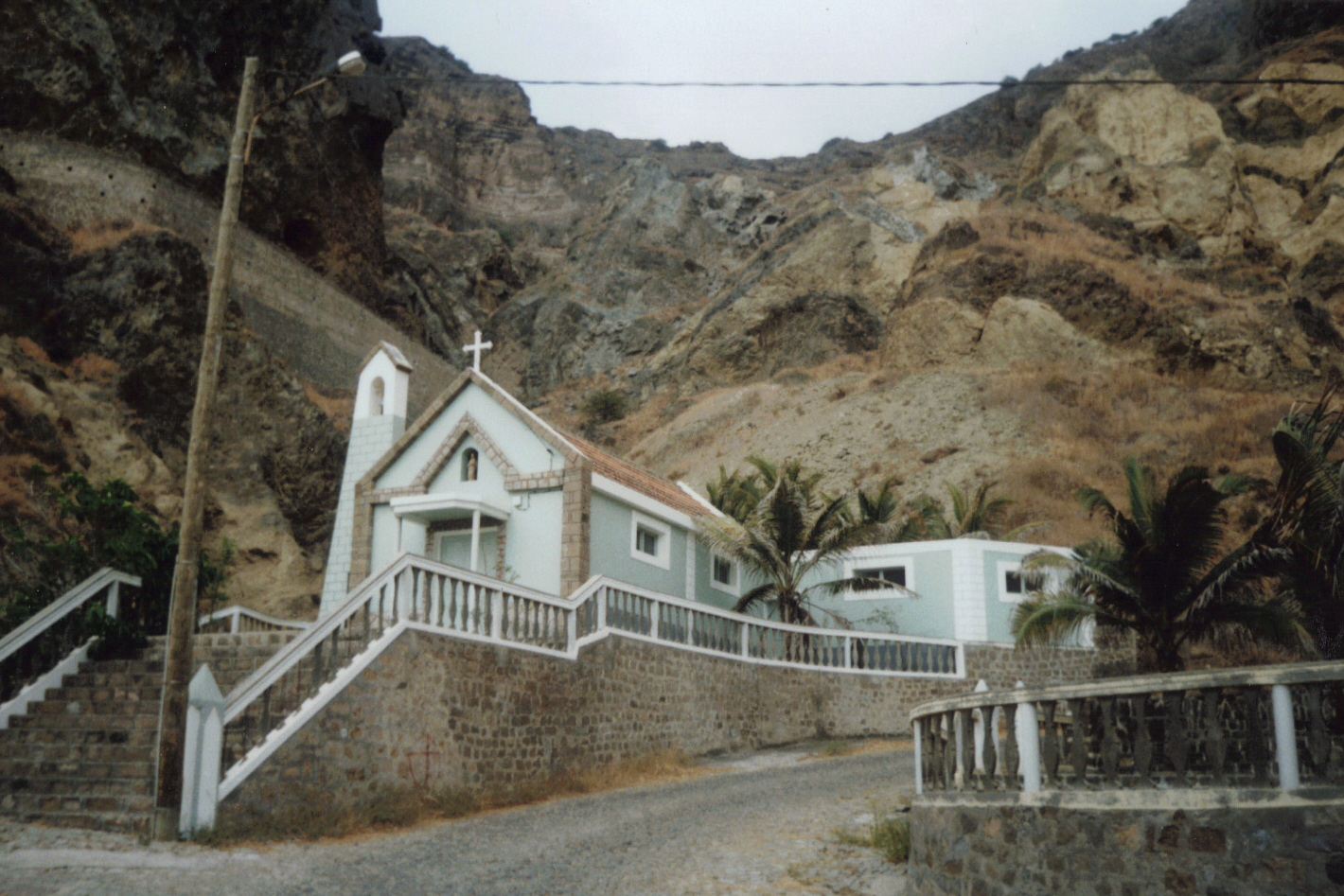
Kirche

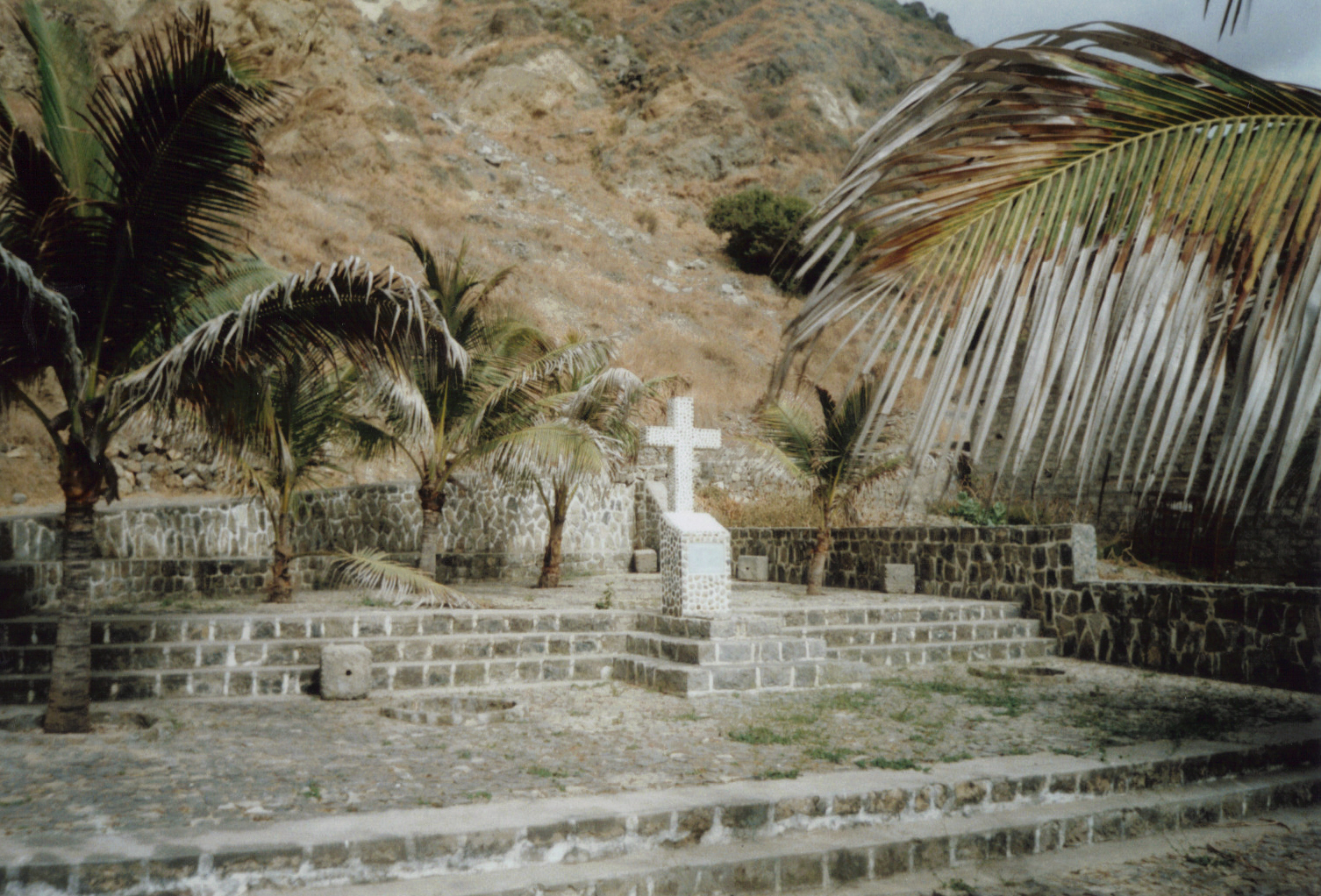
Denkmal

## Sehenswürdigkeiten
Gegenüber der kleinen Kirche am nördlichen Rand des Ortes wurde an der Hauptstraße 1993 ein Denkmal (Monumento aos Emigrantes) aus Basalt errichtet. Es erinnert an den Segler „Matilde“, der am 21. August 1943 von Fajã de Água nach Amerika auslief. Das Schiff ging jedoch auf dem Atlantik verloren, 51 Menschen kamen ums Leben. Fast jede Familie in Fajã de Água verlor dabei einen oder mehrere Angehörige.